# E-DNA
e-DNA ("environmental DNA") är de rester av DNA som finns i omgivningen utanför en organism. Alla organismer lämnar DNA-spår i sin omgivning via läckage från hud, blad, sporer, saliv, avföring, etcetera. Det finns tekniker för att samla in denna typ av DNA och med hjälp av DNA-streckkodning spåra organismer som vistats i/haft kontakt med miljön, utan att någonsin se en organism eller vävnadsdel. Det är till exempel möjligt att i ett vattenprov från en sjö kunna avläsa vilka fiskar som finns/funnits i sjön, eller att i ett luftprov spåra vilka svampar som lever i omgivningen. Tekniken bedöms ha potential inom till exempel miljöövervakning.